# Reguła Eötvösa
Reguła Eötvösa – w chemii fizycznej reguła odnosząca się do zależności temperaturowej napięcia powierzchniowego cieczy. Opublikowana po raz pierwszy w roku 1886 przez Loránda Eötvösa. Reguła ta mówi, że napięcie powierzchniowe maleje w przybliżeniu liniowo ze wzrostem temperatury, osiągając zero w temperaturze krytycznej, a zależność temperaturowa molowej energii powierzchniowej jest w przybliżeniu ta sama dla wszystkich cieczy. Regułę tę wyraża następujący wzór (nazywany wzorem Eötvösa):
{\displaystyle \gamma V^{2/3}=k_{\mathrm {E} }(T_{\mathrm {ch} }-T),}
gdzie:
{\displaystyle \gamma } – napięcie powierzchniowe,
{\displaystyle V} – objętość molowa substancji; iloczyn {\displaystyle \gamma V^{2/3}} nazywany jest molowym napięciem powierzchniowym,
{\displaystyle T_{\mathrm {ch} }} – temperatura charakterystyczna, w oryginalnym wzorze Eötvösa równa temperaturze krytycznej {\displaystyle T_{\mathrm {ch} }\approx T_{\mathrm {c} },} w dokładniejszych przybliżeniach przyjmuje się wartości nieco niższe od krytycznej, np. według Ramsaya i Shieldsa {\displaystyle T_{\mathrm {ch} }\approx T_{\mathrm {c} }-6\;\mathrm {K} ,}
{\displaystyle k_{\mathrm {E} }} – współczynnik, w niewielkim stopniu zależny od substancji, nazywany stałą Eötvösa.
Stała Eötvösa wynosi ok. {\displaystyle 2,1\cdot 10^{-7}\;\mathrm {J} \cdot \mathrm {K} ^{-1}\cdot \mathrm {mol} ^{-2/3}.}
Reguła Eötvösa, początkowo empiryczna, spotkała się z zainteresowaniem ze względu na swój fundamentalny charakter i doczekała szeregu uściśleń i interpretacji (m.in. wyprowadzenia z mechaniki statystycznej).